# Стшелец «Раз Два Тши» (Станиславів)
Спортивний клуб Стшелец «Раз Два Тши» або просто Стшелец «Раз Два Тши» (пол. Klub Sportowy Strzelec Raz Dwa Trzy Stanisławów)  — польський футбольний клуб з міста Станиславів (тепер — Івано-Франківськ, Україна).

## Хронологія назв
- 1931—1939: Спортивний клуб Стшелец «Раз Два Тши» (пол. Klub Sportowy Strzelec Raz Dwa Trzy Stanisławów)

## Історія
Футбольна команда Стшелец «Раз Два Тши» була заснована в структурі однойменного спортивного клубу Станиславова навесні 1931 року. Частково клуб пов'язували з молоддю, яка проживала на території німецької колонії Майзлі. Футбольна команда жодного разу не кваліфікувалася для участі в Екстраклясі. Стшелец «Раз Два Тши» протягом 6 сезонів виступав в регіональній лізі станіславівського ОЗПН (1934 р. – у класі «Б», 1935–1939 рр. – у класі «А»).
У вересні 1939 року, коли розпочалася Друга світова війна, клуб припинив існування.